# Pekelské rybníky (Česká Lípa)
Pekelské rybníky se nacházejí mezi českolipskou čtvrtí Dubice a národní přírodní památkou Peklo. Jsou napájeny Robečským potokem, který krátce poté ústí do řeky Ploučnice. Rybníky bývají někdy považovány za jednu vodní nádrž, která je rozdělena hrází na dvě části. Jižněji položený rybník je označován jako Horní Pekelský rybník (někdy jako Horní Roubice), severní jako Dolní Pekelský rybník (Dolní Roubice). Obě části jsou ve správě českolipského rybářského svazu.

## Základní údaje
Pekelské rybníky mají udávanou rozlohu 15 ha. Nacházejí se v nadmořské výšce 240 metrů na katastru kdysi samostatné obce Dubice v jižní části města Česká Lípa. Přítok i odtok jsou řešeny přívodem vody z nedaleko protékajícího Robečského potoka. Spolu s potokem je rybník součástí povodí Ploučnice. Z vodohospodářského hlediska je toto území ve správě Povodí Ohře.

## Rybaření
U Dubice jsou tři, resp. čtyři vodní plochy, které má ve správě místní rybářská organizace Česká Lípa. Jedná se o revír 441049 Ploučnice. Pískovna, která je zároveň koupalištěm Dubice je podrevírem Dubice I, druhá pískovna u restaurace Neptun je Dubice II a Pekelský rybník v obou jeho částech je rybáři označen podrevírem III. Část Pekelského rybníka je chovná, kde je sportovní rybaření zakázáno.

## Přístup

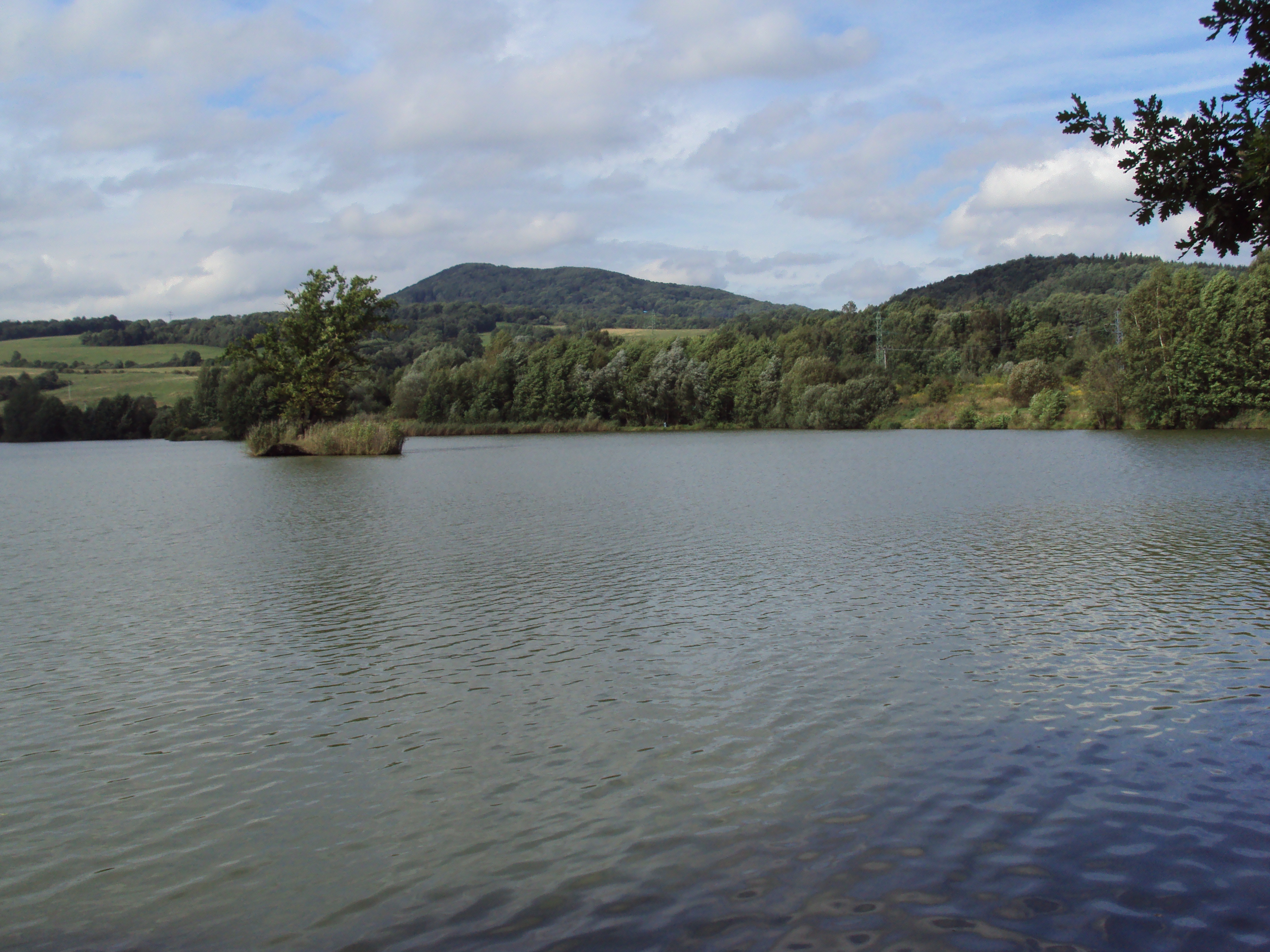
Dolní Pekelský rybník

Nedaleko rybníků po pravém břehu Robečského potoka je vyznačena červeně značená mezinárodní trasa pro pěší turisty E10, která pokračuje do nedaleké národní přírodní památky Peklo, a žlutě značená trasa 6960 z České Lípy na jih k Holanským rybníkům. Poblíž rybníka je konečná stanice autobusové linky MHD č. 203, která vede k vlakovému nádraží, křižovatce řady železničních tratí, a dále pak na sídliště Lada. Na nedaleké Litoměřické ulici je autobusová zastávka Česká Lípa, Dubice, koupaliště linky ČSAD, která vede z České Lípy do obcí Kozly, Valteřice a Heřmanice.

## Majetkové vztahy
Rybníky byly majetkem města Česká Lípa, které se rozhodlo koncem roku 2012 Horní Pekelský rybník za 1 milion Kč prodat místní pobočce Českého rybářského svazu.